# Élections régionales de 1974 à Hambourg
Les élections régionales de 1974 à Hambourg (en allemand : Bürgerschaftswahl in Hamburg 1974) se tiennent le 3 mars 1974 afin d'élire les 120 députés de la 8e législature du Bürgerschaft pour un mandat de quatre ans.
Le scrutin est marqué par une nouvelle victoire du SPD, qui perd sa majorité absolue acquise en 1957. Peter Schulz est ensuite reconduit comme premier bourgmestre à la tête d'une « coalition sociale-libérale » avec le FDP.

## Contexte
Aux élections régionales du 22 mars 1970, le SPD du premier bourgmestre Herbert Weichmann confirme sa domination sur Hambourg en réunissant 55,3 % des voix et 70 députés sur 120. Weichmann se maintient ensuite au pouvoir en formant, bien qu'il bénéficie d'une solide majorité absolue, une « coalition sociale-libérale » avec le FDP.
Il démissionne cependant un an plus tard, le 9 juin 1971, en raison de ses désaccords avec les projets politiques du SPD local. Il est donc remplacé par le sénateur aux Finances Peter Schulz.

## Mode de scrutin
Le Bürgerschaft est constitué de 120 députés (en allemand : Mitglied des Bürgerschaft, MdB), élus pour une législature de quatre ans au suffrage universel direct et suivant le scrutin proportionnel de Hare.
Chaque électeur dispose d'une voix, qui lui permett de voter en faveur d'une liste de candidats présentée par un parti au niveau de la ville.
Lors du dépouillement, l'intégralité des 120 sièges est répartie en fonction des voix récoltées au niveau de la ville, à condition qu'un parti ait remporté 5 % des voix au niveau du Land.

## Campagne

### Principales forces
| Parti | Parti                                                                              | Chef de file                       | Résultat de 1970           |
| ----- | ---------------------------------------------------------------------------------- | ---------------------------------- | -------------------------- |
|       | Parti social-démocrate d'Allemagne Sozialdemokratische Partei Deutschlands         | Peter Schulz (Premier bourgmestre) | 55,3 % des voix 70 députés |
|       | Union chrétienne-démocrate d'Allemagne Christlich Demokratische Union Deutschlands | Jürgen Echternach                  | 32,8 % des voix 41 députés |
|       | Parti libéral-démocrate Freie Demokratische Partei                                 | Dieter Biallas                     | 7,1 % des voix 9 députés   |

## Résultats

### Voix et sièges
| Parti                             | Parti                                                      | Voix      | Voix  | Sièges  | Sièges        | Sièges | Sièges | Sièges |
| Parti                             | Parti                                                      | Votes     | %     | Députés | +/-           |        |        |        |
| --------------------------------- | ---------------------------------------------------------- | --------- | ----- | ------- | ------------- | ------ | ------ | ------ |
|                                   | Parti social-démocrate d'Allemagne (SPD)                   | 469 656   | 44,95 | 56      | 14            |        |        |        |
|                                   | Union chrétienne-démocrate d'Allemagne (CDU)               | 423 912   | 40,58 | 51      | 10            |        |        |        |
|                                   | Parti libéral-démocrate (FDP)                              | 113 930   | 10,91 | 13      | 4             |        |        |        |
|                                   | Parti communiste allemand (DKP)                            | 23 185    | 2,22  | 0       | en stagnation |        |        |        |
|                                   | Parti national-démocrate d'Allemagne (NPD)                 | 7 992     | 0,76  | 0       | en stagnation |        |        |        |
|                                   | Parti communiste d'Allemagne/Marxistes-léninistes (KPD/ML) | 3 001     | 0,29  | 0       | Nv.           |        |        |        |
|                                   | Parti allemand (DP)                                        | 877       | 0,08  | 0       | Nv.           |        |        |        |
|                                   | Autres                                                     | 2 197     | 0,21  | 0       | en stagnation |        |        |        |
|                                   |                                                            |           |       |         |               |        |        |        |
| Votes valides                     | Votes valides                                              | 1 044 750 | 98,90 |         |               |        |        |        |
| Votes blancs et nuls              | Votes blancs et nuls                                       | 11 608    | 1,10  |         |               |        |        |        |
| Total                             | Total                                                      | 1 056 358 | 100   | 120     | en stagnation |        |        |        |
| Abstentions                       | Abstentions                                                | 257 531   | 19,60 |         |               |        |        |        |
| Nombre d'inscrits / participation | Nombre d'inscrits / participation                          | 1 313 889 | 80,40 |         |               |        |        |        |